# غریبه و مه
غریبه و مه فیلمی به کارگردانی و نویسندگیِ بهرام بیضایی است که در سالِ ۱۳۵۱ و ۱۳۵۲ ساخته شد و در تاریخ 12 آذر 1353 در سومین جشنواره جهانی فیلم تهران بخش مسابقه به نمایش درآمد.

## داستان
اهالیِ یک آبادیِ پرت‌افتاده کنارِ دریا قایقی می‌بینند که به سوی ساحل می‌آید. قایق را از آب می‌گیرند و در آن غریبه‌ای خسته و زخمی می‌یابند که نامش آیت (خسرو شجاع‌زاده) است و نمی‌داند چه بر سرش آمده. فقط به یاد می‌آورد که کسانی بر سرش ریخته بوده‌اند و او توانسته بگریزد. آیت در آبادی می‌ماند و می‌کوشد خود را بشناسد و بداند که از کجا آمده است؛ امّا همواره نگران است که مبادا ناشناسانی که زخمیش کرده‌اند بازش یابند. زنی به نامِ رعنا (پروانه معصومی)، که دریا شوهرِ ماهیگیرش را به کامِ مرگ کشیده و پس‌نداده است، دورادور کنجکاوِ احوالِ آیت است. او داسی خونین از قایقِ آیت می‌یابد که علامتِ عجیبی بر رویش نقش شده؛ و اهالی آیت را به محاکمه می‌کشند. آیت داس را خاک می‌کند. اهلِ آبادی، تا که آیت با ایشان محرم باشد، وامی‌دارندش که دختری از دخترانِ روستا به زنی بگیرد. آیت که رعنا را برمی‌گزیند، درگیری و دودستگی می‌افتد؛ ولی رعنا نیز نمی‌پذیرد که تا آخرِ عمر تنها بماند. کنجکاویِ رعنا نسبت به آیت دشمنیِ خانوادهٔ شوهرِ رعنا را برمی‌انگیزد. برادرانِ شوهر روبروی خانهٔ رعنا نگهبانی می‌دهند تا آیت را دستگیر کنند، ولی آیت پیش‌تر به درونِ خانه رفته و با رعنا کتابی بر زمین نهاده و دست رویش گذاشته و ازدواج کرده‌اند. بامدادان که آیت از خانهٔ رعنا بیرون می‌آید، کشتنش را بیهوده می‌بینند، و به جایش عاقد خبر می‌کنند تا بی‌درنگ عروسی بگیرند. هم‌زمان با جشنِ عروسی گرگی به آبادی می‌زند، و شامگاهان دو ناشناس راهِ آیت را می‌گیرند و می‌خواهندش که همراهشان برود. آیت نمی‌پذیرد، و چندی بعد با ناشناسی می‌جنگد که سراغِ رعنا را می‌گیرد تا با خود ببرد. آیت او را می‌کشد. رودخانه نعش را به دریا برده و دریا به ساحل افکنده و روزهنگام جسد را از ساحل برمی‌گیرند. رعنا و اهل آبادی بازگشتن جسد را نتیجهٔ شومِ ازدواجی می‌دانند که با طبیعت سازگاری نداشته‌است. اینک آیت درمی‌یابد که مرد ناشناس شوهر گم‌شدهٔ رعنا بوده‌است، و این را به رعنا می‌گوید. همه سوگواری می‌کنند. شبی رعنا پنهانی قایقِ آیت را در شنِ ساحل دفن می‌کند. آیت همچنان نگران کسانی است که در پی اویند و در شگفت که قایقش چه شده. او با پسرک چلاق ده دوست می‌شود و می‌خواهد برایش خانه‌ای بسازد. روزی مردی بلندبالا با جامهٔ سیاه با قایق از میانِ مهِ دریا به آبادی می‌آید، در آن جا گشتی می‌زند و پس از خریدنِ داس راهِ آمده را بازمی‌گردد. آیت هراسان و پریشان است. اهالی می‌گویند که مردِ سیاهپوش مشتریِ بازار بوده و در پیِ او نبوده. رعنا می‌گوید که گم شدنِ قایق کارِ او بوده، از ترسِ آن که آیت نیز مانندِ مرد پیشینش به دریا بزند و زنده برنگردد. آیت و رعنا آرامش می‌یابند از این که بیگانه در پیِ آیت نبوده‌است و گم شدن قایق کار دیگرانی نبوده‌است. روزِ بعد پنج سیاهپوشِ بیگانه سوار بر پنج قایق به آبادی می‌آیند و با داس در پی آیت می‌دوند. اهالی نیز با وحشت به کمک او می‌آیند، ولی دست خالی کاری نمی‌توانند. هر پنج مرد را آیت و رعنا از پا درمی‌آورند، و سپس آیت که زخم‌های فراوانی برداشته سوار بر قایق می‌رود تا بداند که در آن سوی آب چه خبر است؛ و رعنا از نو جامهٔ سیاه می‌پوشد.

## فیلم‌نامه
بیضایی این فیلم‌نامه را سالِ ۱۳۵۱ پیش از کارگردانیِ سفر نوشت، ولی هرگز به صورتِ کتاب منتشر نکرد. نسخهٔ «اصل» ِ فیلم‌نامه در موزهٔ سینمای ایران نگهداری می‌شده است.

## ساخت
این فیلم در اسالم فیلم‌برداریِ رنگی شد. چندین تعطیلیِ ناخواسته در جریانِ ساخت پیش آمد و کارِ فیلم‌برداری به درازا کشید: شرکتِ سینماتئاترِ رکس از تأمینِ مخارجِ فیلم ناتوان شد و بیضایی از وزارتِ فرهنگ و هنر وام گرفت. سالِ ۱۳۵۲ فیلم‌برداری به انجام رسید.
پروانه معصومی چنان شیفتهٔ محلِّ فیلم‌برداری شد که سال‌ها بعد به گیلان برگشت و زمینی خرید و خانه‌ای ساخت و تا پایانِ عمر آنجا زندگی کرد.

## جایزه‌ها
به تعبیری ساده این قصه تمثیلی از زندگی است از ناشناخته آمدن، با اضطراب حیات سرکردن و به ناشناخته رهسپار شدن.

جواد مجابی، پاییزِ ۱۳۵۳

غریبه و مه . . . دست کم یک «سینما»ی فوق‌العاده قوی است، که بیش از این در ایران هرگز نداشته‌ایم. . . . هیچ دینی به تئاتر ندارد. سینمای محض است، تصویر ناب است.

جمشید اکرمی، پاییزِ ۱۳۵۳

انگار که بهرام بیضایی فیلمش را خواب دیده است و بعد خوابش را مجسم کرده است.

بهزاد عشقی، بهارِ ۱۳۵۴
- جایزۀ ویژۀ جشنوارهٔ بین‌المللیِ فیلمِ قاهره (۱۹۷۶)
- نفرتیتی نقرهٔ جشنوارهٔ بین‌المللیِ فیلمِ قاهره برای بهترین فیلم‌برداری به مهرداد فخیمی (۱۹۷۶)
- فیلمِ برجستهٔ سال در نهمین جشنوارهٔ فیلمِ لندن (۱۳۵۴)

## عوامل
- واروژ کریم مسیحی، دستیارِ کارگردان
- طرّاحِ صحنه و لباس: ایرج رامین‌فر (خیّاطی: ملک‌جهان خزاعی و حبیب محمودی)

### بازیگران

پروانه معصومی و خسرو شجاع‌زاده در نمایی از فیلم. در اخبارِ آبانِ ۱۳۵۱ آمده بود که نقشِ مقابلِ معصومی با منوچهر فرید خواهد بود. ولی خسرو شجاع‌زاده این نقش را بازی کرد.

| بازیگر         | گوینده        | نقش                |
| -------------- | ------------- | ------------------ |
| خسرو شجاع‌زاده  | جلال مقامی    | آیت                |
| پروانه معصومی  | ژاله کاظمی    | رعنا               |
| منوچهر فرید    | حسین عرفانی   |                    |
| عصمت صفوی      | عصمت صفوی     |                    |
| ولی شیراندامی  | احمد رسول‌زاده |                    |
| اسماعیل پوررضا | ظفر گرایی     |                    |
| سامی تحصّنی     |               |                    |
| رضا یاقوتی     |               |                    |
| محمّد پورستّار   |               |                    |
| علی ژکان       |               | غریبه              |
| حمید طاعتی     |               | مردی با جامه‌ی سیاه |
| ایرج رامین‌فر   |               | غریبه              |
| مجید مظفّری     |               |                    |
| محسن محمّدباقر  |               |                    |
| پرویز مهرام    |               |                    |
| مهدی بهمن‌پور   |               | شوهر رعنا          |
| قاسم پورشکیبا  |               | غریبه              |
| مهدی منتظر     |               | غریبه              |
| مرتضی سروش     |               | غریبه              |

## نمایش
جلال ستّاری خبر داده که به میانجی‌گریِ او بود که این فیلم از دولتِ وقت اجازهٔ نمایش گرفت. با این وجود، فروشِ خوبی نداشت.
۳۰ ژوئن و ۱ ژوئیهٔ ۲۰۲۳ میلادی نسخه‌ای ترمیم‌شده از این فیلم در جشنوارهٔ سینما ریترواتوی بولونیا به نمایش درآمد و بیضایی نوشتهٔ کوتاهی به این مناسبت منتشر کرد. همین نسخه در سپتامبرِ ۲۰۲۴ در آمریکا هم به نمایش درآمد.